# Filippo Belloni
Filippo Belloni (Venezia, 24 aprile 1956) è un velista italiano, Campione del Mondo nella categoria Maxi yacht.

## Biografia
È il nipote di Filippo Zappi, militare ed esploratore.

## Carriera
Nel 1973 con la Nazionale Italiana, partecipa al Campionato Europeo Laser a Tallinn in Estonia. Dopo essere stato per due volte campione italiano tra gli anni 70 e 80, nel 1980 si laurea campione del mondo nella categoria Maxi yacht.
Nel 1981, sempre con la Nazionale Italiana, partecipa all'Admiral's Cup. Successivamente, viene selezionato per far parte dell'equipaggio dell'imbarcazione Azzurra all'America's Cup. Tuttavia non vi parteciperà per non aver assolto gli obblighi di leva.
Negli anni a venire, ha partecipato a molte competizioni. In particolar modo si ricorda la medaglia d'argento al Campionato Europeo di Cherso, e un 5º posto ad Atene al Campionato del Mondo ORCi (Offshore Rating Council).